# باب بریتویت
باب بریتویت (انگلیسی: Bob Braithwaite; ۲۸ سپتامبر ۱۹۲۵ – ۲۶ فوریهٔ ۲۰۱۵) تیرانداز اهل بریتانیا بود.
وی در مسابقات کشوری و بین‌المللی در مجموع برندهٔ ۱ مدال طلا شده‌است.